# La Libre Parole

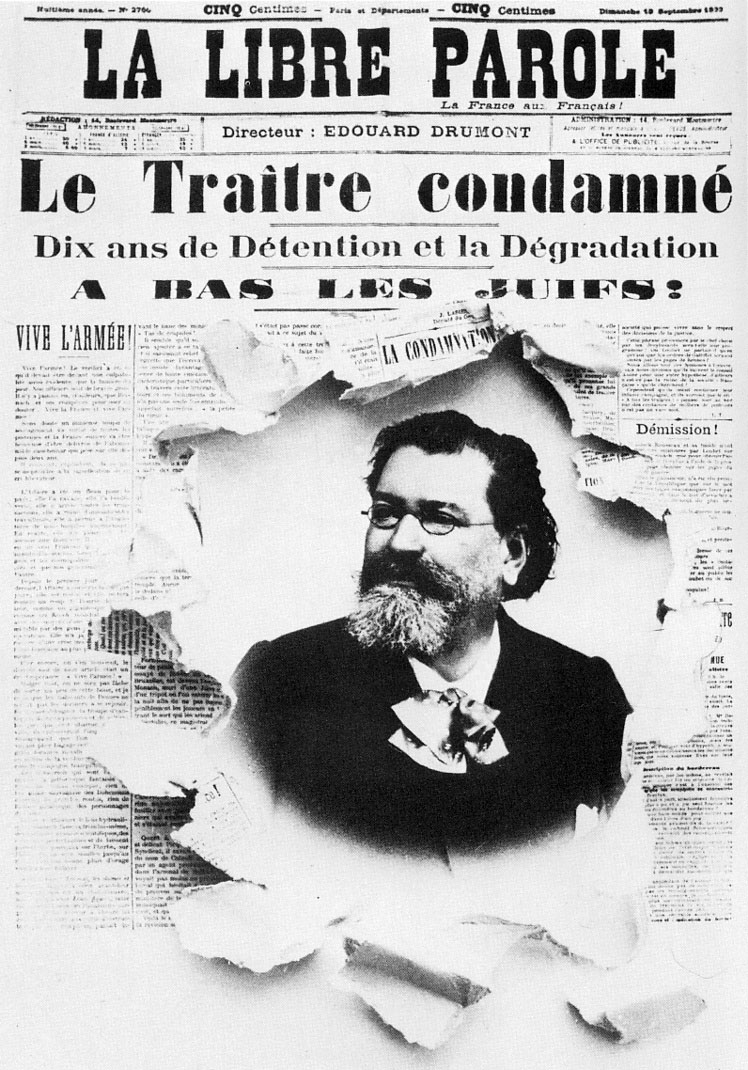
Dreyfus-Ausgabe der Libre Parole, 10. September 1899

La Libre Parole (französisch für: „Das freie Wort“) war eine antisemitische französische politische Tageszeitung, die am 20. April 1892 von dem Journalisten und Polemiker Édouard Drumont in Paris gegründet wurde und bis Juni 1924 bestand.

## Geschichte
Geschäftsführer der Gesellschaft mit einem Kapital von 300.000 Francs war Gaston Wiallard (Pseudonym, eigentlich Gaston Crémieux), ein vom Judentum konvertierter Katholik. Er fungierte als Strohmann des Finanziers Jean-Baptiste Gerin, ehemaliger Direktor des Le National. Chefredakteur war Gaston Méry. Der Firmensitz befand sich am Boulevard Montmartre 14.
Die erste Ausgabe von La Libre Parole erschien am 20. April 1892 zum Preis von 5 Centimes. Der Untertitel auf der Titelseite lautete: „La France aux Français“ (Frankreich den Franzosen). Im Juli 1893 brachten Drumont und Wiallard neben der Tageszeitung auch eine Wochenzeitung heraus: La Libre Parole illustrée. Im Januar 1893 war der erste Almanach von La Libre Parole erschienen. In den Jahren 1892 bis 1906 hatte die Zeitung durchschnittlich eine Auflage von 100.000 Exemplaren.
Drumont schied um 1898 aus der Leitung der Zeitung aus, weil er in die Abgeordnetenkammer gewählt worden war; allerdings wurde er auch noch später als Direktor genannt. 1909 übernahm Joseph Denais die Zeitung. Henri Bazire wurde Chefredakteur. Sie wurde nun zu einem Organ der katholischen Action libérale populaire.
Nach der Einstellung 1924 wurde der Name La Libre Parole von verschiedenen, meist kurzlebigen Zeitungen benutzt. Eine nennenswerte Rolle spielten dabei nur die von Henry Coston von 1930 bis 1944 herausgegebenen Werke.
La Libre Parole trug wie kaum eine andere Zeitung dazu bei, dass vor und während der Dreyfus-Affäre in Frankreich eine antisemitische Atmosphäre geschaffen wurde. Auch die Aufdeckung des Panama-Skandals ist mit ihrem Namen verknüpft. Die Beteiligung einiger jüdischer Finanziers an dem Skandal schlachtete das Blatt zu weiterer antisemitischer Polemik aus. Manche der Skandalisierungen erwiesen sich aber als Verleumdungen: So hatte Drumont dem Abgeordneten Auguste Burdeau zu Unrecht Bestechlichkeit vorgeworfen und musste dafür 1892/93 eine dreimonatige Haftstrafe absitzen. Seit ihrer Gründung beschuldigte La libre parole wiederholt jüdische Offiziere in der Armee der Untreue und der Spionage. Als Alfred Dreyfus dann im Herbst 1894 verhaftet wurde, begrüßten die Autoren dies als Bestätigung ihrer Behauptung. Das Blatt vertrat prominent die Linie der Antidreyfusards, die Auflage stieg in dieser Zeit auf über 200.000 verkaufte Exemplare. Die Zeitung beschäftigte sich auch mit den Massakern an den Armeniern in der Türkei.
Sie vertrat die drumontsche Linie eines Antikapitalismus auf der Basis, dass der Kapitalismus von Juden beherrscht sei.
Bekannte Mitarbeiter der Zeitung waren unter anderem:
- Léon Daudet (von 1901 bis 1907)
- Marquis de Morès
- Séverine (bis 1897)[12]

## La Libre Parole illustrée

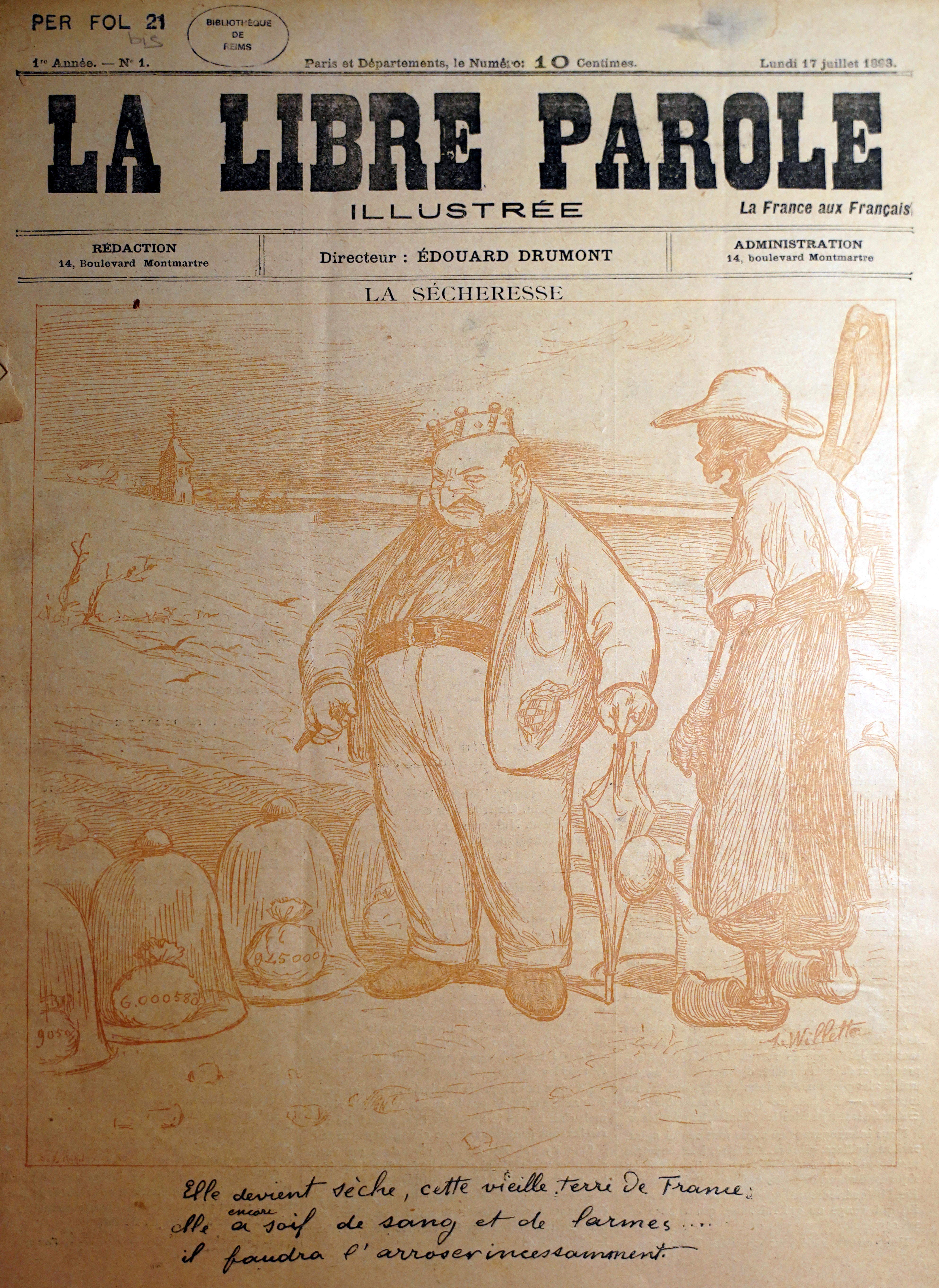
La Libre Parole illustrée Nr. 1

La Libre Parole illustrée bestand hauptsächlich aus Reproduktionen von Farb- und Schwarz-Weiß-Zeichnungen und umfasste insgesamt 220 Ausgaben, die zwischen dem 17. Juli 1893 und dem 25. September 1897 veröffentlicht wurden; sie vertrat wie auch die Mutterzeitung eine streng antisemitische Linie.
Zu den bekanntesten Mitarbeitern zählten Émile Cohl, Jacques Villon und Adolphe Willette. 